# キリギリス

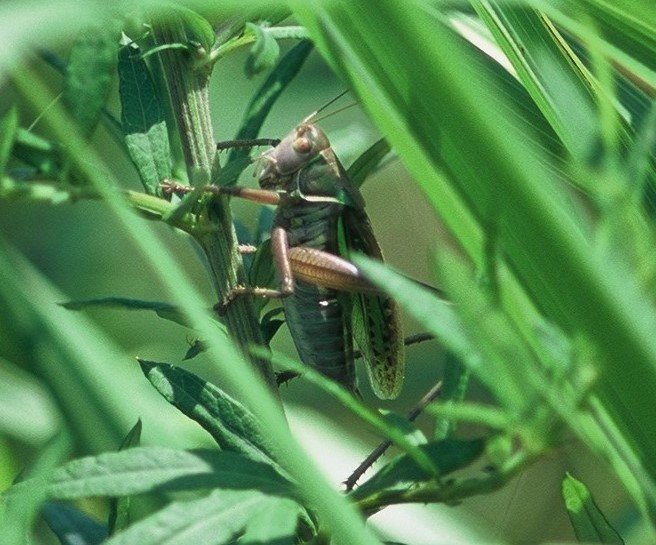
ヒガシキリギリス-東京都調布市

キリギリス（螽蟖、螽斯、蛬）とは、バッタ目キリギリス科キリギリス属に分類される昆虫のうち、日本の本州から九州に分布する種群、ヒガシキリギリスとニシキリギリスの総称。又はそれらを同一種として、亜種や型を認めない場合の標準和名である。北海道には近縁種のハネナガキリギリス、沖縄諸島や宮古列島にはオキナワキリギリスが分布する。

## 分布
日本では鳴く虫の代表のひとつとしてその名がよく知られている。かつてキリギリスの和名で知られたものは東北地方から九州地方まで分布するが、2000年代以降、それらは少なくともヒガシキリギリス（青森県〜岡山県）とニシキリギリス（近畿地方〜九州地方）の2種に分けるべきだと考えられている。更に細かく分けられる可能性もあるが未だ結論は出ていない。

## 形態
成虫の頭〜翅端までの長さはヒガシキリギリスがオス25.5 – 36.0mm、メス24.5 – 37.0、ニシキリギリスがオス29.0 – 37.0mm、メス30.0 – 39.5mmで、ともにメスの方がやや大きい。
緑色を基調とする緑色型と、褐色を基調とする褐色型がある。
翅の長さも個体群によって長短の変異がある。左前翅が上になっている。一般にヒガシキリギリスでは翅が短く側面に黒斑が多く、ニシキリギリスでは翅が長く黒斑は1列程度か、あるいは全くない。ともに触角は長く、前脚には脚の直径より長い棘が列生する。オスは前翅に発音器をもち、メスは腹端に長い産卵器をもつ。
成虫の頭から翅端までの長さはおよそ24 – 40mmほどで、生育環境により緑色の個体と褐色の個体が生じる。若齢幼虫は全身が緑色で頭部が大きい。

### バッタとの比較
- からだが短くて体高が高く、脚と触角が長い。成虫の翅の形は種類やオスメスでちがう。
- 音の受容体（耳）が前脚の中ほどにある。バッタは胸と腹の間にある。
- メスの尾部には刀のような産卵管が発達する。
- 前の2対の脚にはたくさんのトゲがあり、雑食性である。カマキリを捕食した例もある。

## 生態
年1化で、成虫は夏に現れ、草むらなどに生息して他の昆虫などを捕えて食べる。

## 分類
21世紀初頭では、日本列島には少なくとも4種のキリギリス属 Gampsocleis の昆虫が生息すると考えられている。（ハネナガキリギリス、ヒガシキリギリス、ニシキリギリス、オキナワキリギリス）
しかし、そのうち青森県から鹿児島県の地域に分布するものは、20世紀末までただ1種のみであると見なされていた。その標準和名がキリギリスであり、学名はこの類としては日本で最も早く記載された G. buergeri (de Haan, 1843) が用いられて来た。
ところが、1990年代に日本のバッタ目の研究が盛んになり始めると、それまで「キリギリス G. buergeri」とひとまとめにされていたものにも、地域ごとに様々な特徴をもつ個体群が存在することが知られるようになった。なかでも東日本と西日本とに分かれる広い分布域をもつ2群は明らかな別種と見なされ、1997年にそれぞれヒガシキリギリスとニシキリギリスと名付けられた。また従来の学名 buergeri は、長崎産の標本に基づいて記載されたと推定されることから、これをニシキリギリスに対してのみ用い、ヒガシキリギリスにはかつて buergeri のシノニムとされていた mikado という種小名が宛てられるようになり、その結果、従来のキリギリスという種の概念や、標準和名としてのキリギリスという名は使用されない傾向になった。
2006年に発行された日本初の網羅的なバッタ目図鑑である『バッタ・コオロギ・キリギリス大図鑑』などに従えば、従来キリギリスとされていたものは以下のように分類される。このように20世紀末期から急速に細分されるようになったが、分類に欠かせない分子系統解析などが十分に行われていないこともあり、日本のキリギリス種群の分類には未解明の部分も多い。

### ニシキリギリスG. buergeri(de Haan,1843)
本州西部（近畿・中国）、四国、九州に分布。以下の地理的変異があるとされる。
近畿地方のキリギリス奈良県（大宇陀町、大淀町）に生息する。京都、大阪にも類似個体群。これらはヒガシキリギリスに囲まれるように分布している。
シコクキリギリス四国。
ミナミキリギリス九州中南部。
ツシマキリギリス対馬。対馬には長翅型と短〜中翅型が生息し、前者はニシキリギリスに類似するが、短〜中翅型には他に類似のものが知られておらず、これをツシマキリギリスとして分ける考えもある。長翅型は対馬南西部（美津島町加志 〜 厳原町小茂田）に、短 〜 中翅型（ツシマキリギリス）は対馬中部（峰町三根 〜 厳原町内山）に生息するとされる。
壱岐のキリギリス壱岐島。短翅型。
五島のキリギリス五島列島。長翅型。
屋久島、種子島のキリギリス屋久島と種子島。九州中南部のものに類似。
奄美大島のキリギリス　奄美大島、沖永良部島（?）。九州中南部のものに類似。

### ヒガシキリギリスG. mikadoBurr,1899
青森県 〜 岡山県（淡路島も含む）に分布。近畿地方ではニシキリギリスを取り巻くように分布している。以下の地理的変異があるとされる。
フジサワキリギリス神奈川県藤沢市のごく一部に生息する。色彩や発音器はニシキリギリスに類似し、翅の形態はヒガシキリギリスに近く、両者の特徴を合わせもつ。移入されたものとのと交雑個体群の可能性もあるとされる。
ヤマキリギリス尾瀬（東部-北部にかけての狭い地域）。前翅は長く腹端を越え、側面の黒斑が特によく発達している。独立（亜）種とする考えもある。中部地方の山地にも似たものがいるとされる。

## 生活環境
真夏の河原や草原で鳴いている昆虫としてよく知られるが、山間部にも生息している。縄張りを持つため、複数の個体が密集して生息することは無い。
生息場所は日当たりのよい草原だが、トノサマバッタなどより草丈が高い草原を好む。丈高いススキやセイタカアワダチソウの茂みに潜み、「…チョッ、ギーーッチョッ」と大きな声で鳴く。危険を感じると、擬死により落下して落葉の下に潜ろうとしたり、茂みの深い方へ深い方へ、下へ下へと素早く逃げ進んでいく性質を持つ。無闇に跳びはねて草上に姿を曝したりすることは少ない。とりわけメスは鳴かないため居場所を特定できず、採集には労苦を伴う。体色も緑と茶のまだらもようで、鳴き声はすれども姿は見えずということが多い。こちらが近づくと足音を聞いて鳴くのをやめるので見つけるのはむずかしい。捕虫に成功しても後脚が折れたり切れたりしやすく、また鋭い大あごで手にかみついてくるので注意が必要。このように臆病であるため、飼育下でもその環境に慣れるまではケースの蓋の裏などの物陰にすぐに隠れてしまう。

## 生活史
卵は3月 – 4月に地中で孵化、地上に脱出した初齢幼虫は、草本上で生活を始める。初齢では体が小さいため、おもにイネ科草本植物の種子や花粉を食べて成長するが、成長するにつれ、チョウ目の幼虫や小型の他の直翅目なども捕食するようになる。共食いもする。自らの陣取っている草本を中心とする縄張りを持ち、侵入してくる同種同性個体及び他種に対しては激しく攻撃を仕掛け、可能なら捕食する。肉食は不可欠であり、動物性タンパク質を摂らなければ幼虫はうまく成長できず、またメスは産卵に支障を来す。飼育下でも、幼虫に植物性の餌だけを与えていると、元気に見えてもある日突然死亡するというパターンがよく見られる。削り節やドッグフード等を与えるとガツガツとむさぼり、腹部がパンパンに膨れあがる様子が観察できる。
春から初夏にかけて、林縁のハルジオン、ヒメジョオン、タンポポ等の花上に静止している幼虫をよく見かけるが、彼らは花粉を食べつつ、訪花してくる他の昆虫を待ちかまえている。
前脚と中脚に生えている多数のトゲは、そういった獲物をとらえて逃がさないための適応である。肉食性が強いヤブキリ、ウマオイなどはこのトゲが発達しており、逆に草食のクツワムシは発達していない。幼虫はいろいろな動植物を食べ、脱皮を繰り返しながら大きくなるが、大きくなるにつれメスの尾部には長い産卵管が目立つようになる。
脱皮及び羽化には困難が伴い、特に長い後ろ脚を抜くのには時間を要し、脱皮完了には1時間位を要する。この間風に晒されて失敗することや、同種含む肉食性の外敵に喰われて死亡する個体もいる。このため比較的風の少ない、外敵の目に付きにくい夜間を選んで脱皮をすることが多く、特に明け方近くによく行われる。脱皮の姿勢は6本の脚で草の茎などにぶら下がり、頭をやや斜め下に向けた姿勢になって行う。バッタやコオロギなどでは水平面でも行われるが、キリギリスは長い脚が災いして脱皮の姿勢が限られてくるようである。
脱皮後しばらく体が固まるまでじっとしているが、動けるようになるとまず自分の抜け殻を食べる。これは草食中心のクツワムシにも見られる行動で、栄養補給のためだといわれるが別に食べなくても正常に成長する。
人間がキリギリスを捕らえようとすると、幼虫は跳ねて逃げるが、成虫はしばしば擬死してポトリと地面に落ち、下草や落ち葉の下に潜ろうとする。
早い地方では6月下旬ごろから成虫に羽化する。スズムシ等コオロギ上科の昆虫と異なり、オスの成虫は後翅を取り去る事はない。オスは前翅をこすり合わせて「チョン・ギーッ」と鳴く。活発に鳴くのは概ね日照量の豊富な快晴時に限られ、日が陰ったり、夕刻以降は原則として鳴かない。鳴いたとしても不規則で、次の声を発するまで時間をあける。
メスは尾端の長大な産卵管を地面に突き刺して産卵する。キリギリス亜科の孵化のメカニズムは不明な点が多く、適切な温度の上下が適切な回数加わらないと休眠プロセスが完了せず孵化しない。また、孵化が産卵の翌年のことも有れば、最大4年後になることもある。これらの点と激しい共食いによって多頭飼育が殆ど不可能なことから、日本で伝統的に親しまれてきた直翅目昆虫でありながら、スズムシと違って累代繁殖飼育方法が確立していない。
野生下の成虫の寿命は生活環境にもよるが、平均2か月程度である。遅くとも11月には全ての野生個体が死亡する。ただ、良好な飼育下では翌年初頭まで生存することもある。老化した成虫は付節が壊死して垂直面歩行能力が失われ、オスは鳴き声も弱々しくなる。
繁殖の終わった成虫は冬を越すことなく死んでしまう。

## 飼育文化
キリギリスは古くから日本人によって観賞用に飼育されてきた歴史を持つ。古典『虫愛づる姫君』にも登場する（今日のコオロギとしてではなく、「バッタ」によく似た緑色の虫として）。
いわゆる「虫売り」という行商ビジネスは江戸時代中期に確立するが、キリギリスはスズムシ、マツムシと並ぶ彼ら「虫売り」の代表的商品の一つであった。当時、コオロギ科以外で唯一商品価値を持つ「鳴く虫」であったキリギリスは竹製のカゴ「ギスかご」に入れて販売されており、そのカゴが縁側や店先につるされてキリギリスが鳴き声を響かせるのは、江戸の夏の風物詩であった。時代は移り、カゴも竹製ではなくポリエステル製が多くなりはしたが、デパートや夜店でキリギリスが販売されるのは、1980年代初頭までよく見られた光景である。大きな河川敷や野原では、小銭稼ぎの「ギッチョ採りのおじさん」が21世紀に入った今でも時折見られる。
これらは江戸時代の文化というより江戸文化であり、現在でも昆虫マニア的動機付けではなく伝統的娯楽としてキリギリスを飼う風習が伝播継承されている地域は関東一円がおもであるという。従って、「ギスかご」に入れられ飼われてきたキリギリスは、ヒガシキリギリスということになる。
ただ、狭い「ギスかご」に入れてキュウリやナスだけ与えるという伝統的飼育手法は拙劣というべきで、それらの野菜に含まれる最低限の水分により短期間生存させておくに過ぎなかった。長期飼育技術において古くからより進歩していたのはむしろ中国であり、穀類や小昆虫といったタンパク源を与えて晩秋までコンスタントに生存させることができていた。
現在の日本では飼育技術も大幅に進歩し、プラスチック水槽を飼育ケースとし、野菜よりも穀類、イネ科草本の穂、観賞魚用のペレット、ドッグフード等を豊富に与え、飲み水も別途用意することで、長期間キリギリスを健康に生存させることが可能になっている。とりわけメスは延命効果が顕著で、飼育環境が良好であれば、正月を迎えることすらある。

## 近縁種
同属の種は互いによく似ており分類は難しいが、それぞれの分布域が異なるため生息地から判断できることが多い。またヤブキリ属やカラフトキリギリス属などにもよく似たものがある。
古典に見える「きりぎりす」はキリギリスではなくコオロギを指している。
ハネナガキリギリス G. ussuriensis Adelung, 1910
ロシア（沿海州・ウスリー）北海道、朝鮮半島に分布する。形態的にはニシキリギリスによく似ており、翅は長く後ろに突き出る長翅型と腹部とほぼ同長となる短翅型がある。前翅側面の黒斑はほとんどない。オスの生殖下板の先端はV字状に切れ込み、メスの生殖下板の先端は窪まない。産卵管はやや短い。鳴き声は本州以南のキリギリス類とほぼ同じ。別名：チョウセンキリギリス、ハネナガギス。
オキナワキリギリス G. ryukyuensis Yamasaki, 1982
沖縄本島、宮古列島に分布。ニシキリギリスに似て大型。前翅は腹端を越えて長く、翅側面の黒斑はほとんど発達しない。別名：リュウキュウキリギリス。
カラフトキリギリス Decticus verrucivorus (Linnaeus, 1758)
ヨーロッパ〜極東にわたる旧北区に広く分布する大型種。日本では北海道の道東・道北の一部地域に局所的に生息しているが、ヨーロッパ産のものとは大きさや産卵器に多少の違いがあるため別種の可能性もあるとされる。「チ、チ、チ、チ」と鳴き始め連続して鳴くようになる。別属のカラフトキリギリス属に分類される。キリギリス属では前胸の腹面（前胸腹板）に1対の突起があるが、カラフトキリギリス属ではそれが無いなどの違いがある。
顔はキリギリスに似るが、複眼が常に黒褐色（キリギリス属では黄褐色。）も異なる点である。食生活はキリギリス同様で、植物から昆虫含めた小動物まで何でも食べる。
別名：セスジギス、カラフトギス。ファーブル昆虫記では「カオジロイブキギス」の名で掲載されていたこともある。

## キリギリスの名称
別称は、機織虫（はたおりむし）、機織女（はたおりめ）、ぎす、ぎっちょなど。
古く「きりぎりす」と呼ばれていているものは現在のコオロギのことだとされている。
たとえば、百人一首(13世紀頃)の「きりぎりす 鳴くや霜夜の さむしろに 衣かたしき ひとりかも寝む」の冒頭のきりぎりすは現代の注釈書でコオロギのこととする。
また、神楽歌(9世紀頃)には、「きりぎりす」が木の根を掘って角が折れたと描写されている「きりぎりすの ねたさうれたさや みそのふに まいりきて 木のねをほりはんで おさまき 角をれぬ おさまき 角をれぬ」という歌があり、千秋季隆は、ここでいう「きりぎりす」はやはり今でいうコオロギのこととしている。
大言海(1912年)では、きりぎりすの語源をきりきり鳴くことに由来するとしている。
しかし、上述の通り古い時代のきりぎりすはコオロギのことなのであるから、新明解語源辞典では、昔の人にはコオロギの鳴き声が「キリキリ」と聞こえたのか謎であるとしている。
古代の きりぎりす が現代の コオロギ であるというのは賀茂真淵(18世紀頃の人物)が提唱したのが広まっていったらしい。

「あれ松虫が鳴いている ちんちろちんちろちんちん」という歌い出しの唱歌「虫のこえ 」の2番は明治43年の時点では「きりきりきりきり きりぎりす」であったが、昭和8年では「きりきりきりきり コオロギや」に変わっている。

新撰万葉集(893年頃)には、「雁がねは 風を寒みや はたおりめ くだまく音の きりきりとする」という歌があり、はたおりめ が きりきり と鳴いている表現されている。機織女（はたおりめ）は古い時代のきりぎりすを指す言葉とされている。
古今和歌集(905年)や、続後撰和歌集(1248年)にも「きりぎりす」が出てくる歌がある。